# جورج هربرت هاريز
جورج هربرت هاريز (بالإنجليزية: George Herbert Harries)‏ هو صحفي أمريكي، ولد في 19 سبتمبر 1860، وتوفي في 29 سبتمبر 1934.